# Vlag van Vlaanderen
De vlag van Vlaanderen, meestal de Vlaamse Leeuw genoemd, is de vlag van de Vlaamse Gemeenschap en het Vlaams Gewest. Deze vlag werd officieel aangenomen als vlag van de Raad voor de Nederlandse Cultuurgemeenschap in 1973, en later, in 1985, als vlag van de Vlaamse Gemeenschap. De vlag werd gebaseerd op een van de oude wapens van het graafschap Vlaanderen.

## Ontwerp
De beschrijving van de vlag:
Geel met een zwarte leeuw, rood geklauwd en getongd.
De leeuw wordt op zijn achterpoten staand en klauwend afgebeeld, met het gezicht naar de vlaggenstok op de vlag. De hoogte-breedteverhouding van de vlag is 2:3, dit is afwijkend van de Belgische vlag, maar wel wereldwijd het gebruikelijke formaat (in de praktijk wordt ook de Belgische vlag meestal in hetzelfde formaat weergegeven).
Voor de officiële vlag heeft men zich geïnspireerd op een afbeelding gemaakt door een onbekende wapenheraut en -tekenaar in een wapenboek uit de periode 1560-1570. Meer nog dan in het Wapenboek Gelre is de afbeelding duidelijk herkenbaar als leeuw, met goed uitgewerkte manen. Het ontwerp gebeurde in samenwerking met de Vlaamse Heraldische Raad.
Vandaag is de vlag een van de vier officiële Vlaamse symbolen. De andere drie zijn: het schild, het volkslied en de feestdag.

## Vlaginstructie
De Vlaamse vlag moet altijd aan grote bestuursgebouwen van het ministerie van de Vlaamse Gemeenschap en van Vlaamse openbare en wetenschappelijke instellingen uithangen. Ook moet de vlag jaarlijks op enkele data aan alle openbare gebouwen verplicht uithangen. Verder mag elke burger de vlag uithangen wanneer hij of zij wil.

## Afgeleide vlaggen

Vlag van de Vlaamse Gemeenschapscommissie

### Vlaamse Gemeenschapscommissie
De Vlaamse Leeuw wordt gecombineerd met de vlag van het Brussels Hoofdstedelijk Gewest, om zo die van de Vlaamse Gemeenschapscommissie te vormen. In tegenstelling tot de strijdvlag is deze wel een officieel erkende vlag.

De Vlaamse strijdvlag, een onofficiële variant op de Vlaamse Leeuw, meestal gebruikt door de Vlaamse Beweging.

### Vlaamse strijdvlag
De kleur van de klauwen en de tong op de officiële vlag en wapen is, zoals gezegd, rood (of keel op het wapen). Velen binnen de Vlaamse Beweging hebben echter geijverd voor een volledig geel-zwarte vlag. Nog steeds verkiest de Vlaamse beweging een vlag met zwarte tong en klauwen. Deze versie van de Leeuwenvlag wordt ook wel de Vlaamse strijdvlag genoemd en is geen officieel symbool van Vlaanderen.

### Lijst van varianten van de Vlaamse vlag
|  | Officiële vlag van het Vlaams Gewest (België) |
|  | Een variant van de vlag wordt ook gebruikt door de Vlaamse Beweging. Deze variant, zonder rode klauwen, wordt ook vaak gebruikt. Het staat bekend als de "strijdvlag". |
|  | Oude vlag van het graafschap Vlaanderen |
|  | Vlag van de voormalige Franse regio Nord-Pas-de-Calais |
|  | Officiële vlag van het Noorderdepartement (Frankrijk) waaronder Frans-Vlaanderen                                                                                       |
|  | Vlag van het Vlaams Legioen. |

### Vlaggen van Vlaamse gemeenten met de Vlaamse Leeuw

Vlag van Brugge
Vlag van Edegem
Vlag van Gavere
Vlag van Laarne
Vlag van Lanaken
Vlag van Merelbeke
Vlag van Oudenaarde
Vlag van Zottegem
Vlag van Zwevegem

### Vlaggen van Belgische provincies met de Vlaamse Leeuw

Vlag van Oost-Vlaanderen
Vlag van Henegouwen